# Biblioteca Estatal de Vitória
A Biblioteca Estatal de Vitória (em inglês:  State Library of Victoria) é a biblioteca central do estado de Vitória, na Austrália. Está situada em Melburne, no bloco delimitado por Swanston, La Trobe, Russell e Little Lonsdale, na parte norte do distrito central da cidade. A biblioteca possui mais de dois milhões de livros e 16 000 periódicos, incluindo os diários dos fundadores da cidade, John Batman, John Pascoe Fawkner e os fólios do capitão James Cook da Marinha Real Britânica. Abriga também a armadura original de Ned Kelly.

## História

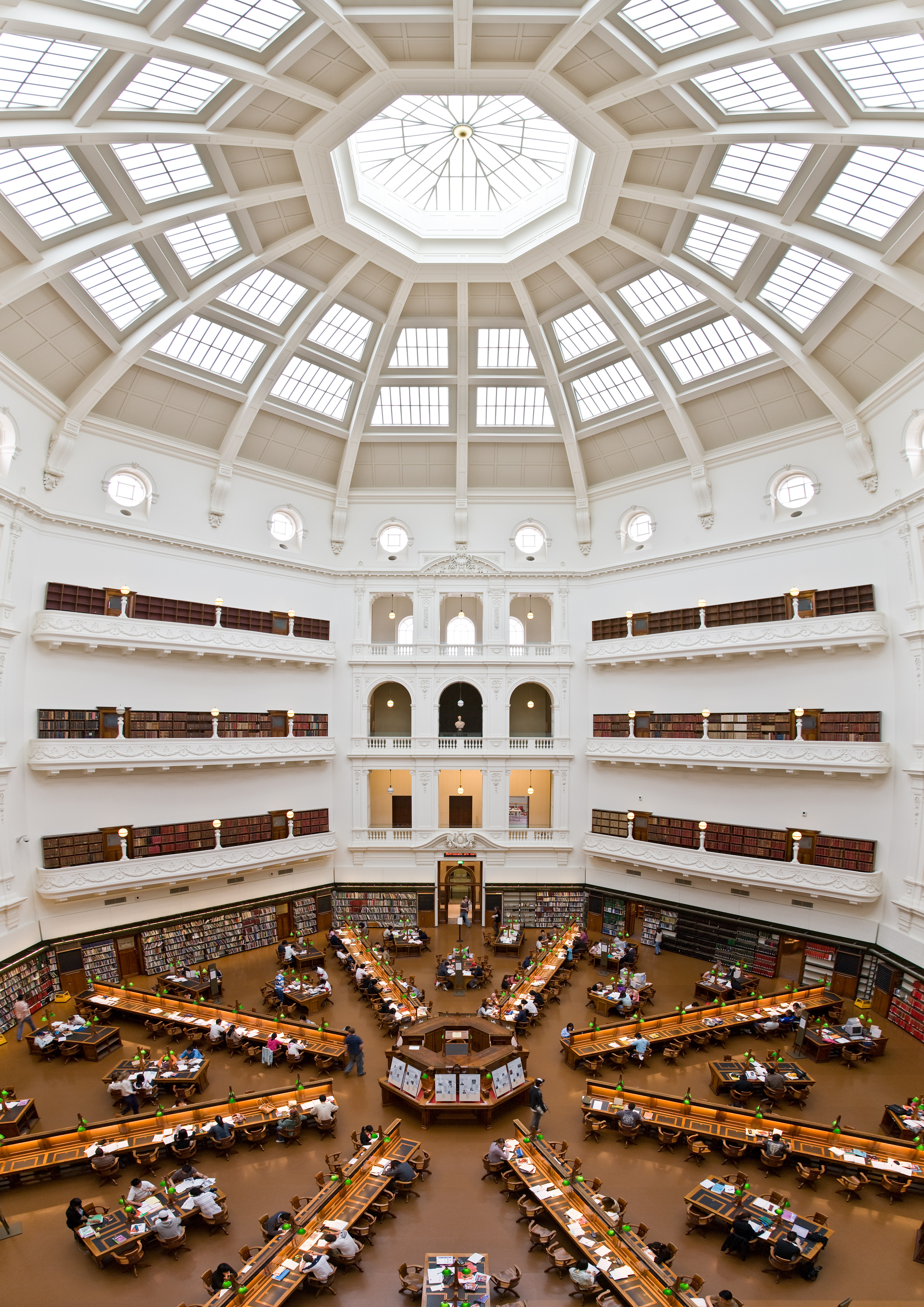
A sala de leitura La Trobe.

Em 1853, a decisão de construir uma biblioteca estatal foi feita por iniciativa do tenente governador Charles La Trobe e do sir Redmond Barry. Uma competição foi realizada para decidir quem projetaria o novo edifício. O arquiteto local Joseph Reed, que posteriormente projetaria a Câmara Municipal de Melburne (Melbourne Town Hall), o Colégio Ormond (Ormond College) e o Edifício da Exposição Real (Royal Exhibition Building), ganhou a comissão.
A 3 de julho de 1854, o recém-promovido governador sir Charles Hotham lançou a primeira pedra da nova biblioteca e da Universidade de Melburne. A biblioteca foi inaugurada em 1856, com uma coleção de 3 800 livros, escolhidos por Redmond Barry, o presidente do conselho de curadores. Augustus H. Tulk, o primeiro bibliotecário, foi nomeado três meses após a inauguração.
A primeira sala de leitura foi inaugurada em 1859, sendo batizada como Sala de Leitura da Rainha (Queen's Reading Room), conhecida atualmente como Salão da Rainha (Queen's Hall). Os edifícios provisórios, construídos em 1866 para a Exposição Intercolonial, foram utilizados pela biblioteca até 1909, quando iniciou-se a construção de um novo edifício anexo para assinalar o Jubileu da biblioteca. Este novo edifício abriga a Sala de Leitura da Cúpula (Domed Reading Room), que foi inaugurada ao público em 1913 e projetada por Norman G. Peebles.
Os planos originais do anexo foram reduzidos, por razões orçamentais e o anexo que também abrigaria o novo museu foi gradualmente construído no período entreguerras num estilo neoclássico austero.
As claraboias originais da cúpula de leitura foram modificadas e cobertas de folhas de cobre em 1959, devido a infiltrações de água.
Originalmente, o complexo da biblioteca também abrigava a Galeria Estatal (State Gallery) e o Museu (Museum), até que a primeira, renomeada como Galeria Nacional de Vitória se instalou na St Kilda Road no final da década de 1960, e o segundo, batizado como Museu de Melburne, mudou-se para novas instalações, construídas nos Jardins de Carlton na década de 1990.
Entre 1990 e 2004, a biblioteca passou por grandes remodelações, projetadas pelos arquitetos Ancher Mortlock & Woolley. O custo do projeto foi aproximadamente de duzentos milhões de dólares australianos. A sala de leitura foi fechada em 1999 para reforma, onde a iluminação natural foi restaurada. A renomeada sala de leitura La Trobe foi reaberta em 2003.
A remodelação incluiu a construção de uma série de espaços, projetados para acomodar as exposições permanentes O Espelho do Mundo: Livros e Ideias (The Mirror of the World: Books and Ideas) e As Diversas Faces de Vitória (The Changing Face of Victoria), bem como uma exposição de pinturas na Galeria Cowen. Através dessa reconstrução, a Biblioteca Estatal de Vitória é considerada uma das maiores bibliotecas de exposição do mundo.
Em fevereiro de 2010, a ala sul da biblioteca na Little Lonsdale Street foi reaberta como o Centro Wheeler, sendo parte da iniciativa de Melburne como a Cidade da Literatura, um programa da Rede de Cidades Criativas da Organização das Nações Unidas para a Educação, a Ciência e a Cultura.
A 29 de abril de 2015, o ministro das Indústrias Criativas, Martin Foley, anunciou que o Orçamento do Estado australiano de 2015—16 forneceria 55.4 milhões para a remodelação da Biblioteca Estatal de Vitória, incluindo a restauração do Salão da Rainha, a criação de um jardim no terraço do último piso, um espaço dedicado às crianças e adolescentes e a abertura de quarenta por cento a mais do edifício ao público.